# Gran Premio del Giappone 2018
Il Gran Premio del Giappone 2018 è stata la diciassettesima prova della stagione 2018 del campionato mondiale di Formula 1. La gara si è corsa domenica 7 ottobre 2018 sul circuito di Suzuka vinta dal britannico Lewis Hamilton su Mercedes, al suo settantunesimo successo nel mondiale. Hamilton ha preceduto all'arrivo il suo compagno di squadra, il finlandese Valtteri Bottas e l'olandese Max Verstappen su Red Bull Racing-TAG Heuer.

## Vigilia

### Aspetti tecnici
Per questa gara la Pirelli, fornitrice unica degli pneumatici, porta mescole di tipo medium, soft e supersoft.
La Federazione Internazionale dell'Automobile stabilisce che i piloti potranno utilizzare il Drag Reduction System solo sul rettilineo dei box, con punto per la determinazione del distacco fra piloti indicato prima della curva 16.
La Scuderia Toro Rosso adotta, definitivamente, l'ultima specifica di motore portata dalla Honda, che non era stata utilizzata per tutto il weekend del Gran Premio di Russia.
A causa del ritardo nell'arrivo della fornitura dell'olio da parte della Castrol, dovuto a un tifone che si è abbattuto sulla costa ovest del Giappone, sia Renault che McLaren devono rompere il coprifuoco per il lavoro notturno, nella notte fra giovedì e venerdì.

### Aspetti sportivi
In questa stagione, il gran premio ha come sponsor la Honda, che è anche la proprietaria del circuito.
La Scuderia Ferrari presenta una nuova livrea per le sue monoposto, con una presenza di inserti bianchi.
Il pilota danese Tom Kristensen è nominato commissario aggiunto da parte della FIA; ha già svolto tale funzione anche in passato, l'ultima al Gran Premio di Gran Bretagna.
Il pilota britannico Lando Norris ha preso il posto di Stoffel Vandoorne, alla McLaren, nel corso della prima sessione di prove libere.

## Prove

### Resoconto
Lewis Hamilton è l'unico pilota a scendere sotto il muro del minuto e ventinove, nella prima sessione di prove libere del venerdì. Il britannico, che ha utilizzato gomme soft, ha preceduto Valtteri Bottas di circa 4 decimi e mezzo; il finlandese ha utilizzato gomme medium. Hamilton ha rischiato anche un incidente con Pierre Gasly, che procedeva lentamente sul tracciato. Il pilota francese ha subito una reprimenda dai commissari di pista.
Il terzo della graduatoria, Daniel Ricciardo, ha optato per le gomme più morbide presenti per questa gara, ovvero le supersoft, ma ha chiuso a sei decimi dal tempo di Hamilton. Dietro all'australiano hanno chiuso le Ferrari, staccate di un secondo dal tempo del primo. Le vetture italiane hanno dimostrato un certo nervosismo, sottolineato da diversi errori di guida dei due piloti.
Fernando Alonso, uscito di pista, è riuscito a evitare l'impatto contro le protezioni.
Hamilton si è confermato il pilota più veloce, anche nella seconda sessione di prove libere. Il campione del mondo in carica ha preceduto di quattro decimi Valtteri Bottas e di otto Sebastian Vettel. Le due Mercedes sono le uniche due vetture a essere scese sotto il minuto e ventinove, mentre le Ferrari hanno dimostrato un buon passo gara con le gomme soft. Dietro a Vettel si è classificato Max Verstappen, che ha preceduto l'altro ferrarista, Kimi Räikkönen. Gasly, per un problema tecnico all'alimentazione ha potuto utilizzare solo la parte finale della sessione.
La sessione del sabato è caratterizzata dalla presenza di pioggia intermittente, che costringe a interrompere la sessione più volte; le condizioni della pista, infatti, non erano adeguate né per l'uso di gomme da bagnato intermedio né di gomme slick. Anche in questa sessione il più rapido è Lewis Hamilton, che precede le due Ferrari.
Alle curve a esse Nico Hülkenberg, forse a causa del teso vento che spirava sul tracciato è finito contro le barriere al termine della via di fuga. Il tedesco ha danneggiato il retrotreno della sua Renault; la sessione è stata interrotta con bandiera rossa. Anche Kimi Räikkönen e Charles Leclerc sono stati autori di uscite di pista, senza però conseguenze per le loro monoposto.

### Risultati
Nella prima sessione del venerdì si è avuta questa situazione:
| Pos | Nº | Pilota           | Costruttore               | Tempo    | Gap    | Giri |
| --- | -- | ---------------- | ------------------------- | -------- | ------ | ---- |
| 1   | 44 | Lewis Hamilton   | Mercedes                  | 1'28"691 |        | 25   |
| 2   | 77 | Valtteri Bottas  | Mercedes                  | 1'29"137 | +0"446 | 26   |
| 3   | 3  | Daniel Ricciardo | Red Bull Racing-TAG Heuer | 1'29"373 | +0"682 | 32   |

Nella seconda sessione del venerdì si è avuta questa situazione:
| Pos | Nº | Pilota           | Costruttore | Tempo    | Gap    | Giri |
| --- | -- | ---------------- | ----------- | -------- | ------ | ---- |
| 1   | 44 | Lewis Hamilton   | Mercedes    | 1'28"217 |        | 31   |
| 2   | 77 | Valtteri Bottas  | Mercedes    | 1'28"678 | +0"461 | 30   |
| 3   | 5  | Sebastian Vettel | Ferrari     | 1'29"050 | +0"833 | 36   |

Nella sessione del sabato mattina si è avuta questa situazione:
| Pos | Nº | Pilota           | Costruttore | Tempo    | Gap    | Giri |
| --- | -- | ---------------- | ----------- | -------- | ------ | ---- |
| 1   | 44 | Lewis Hamilton   | Mercedes    | 1'29"599 |        | 13   |
| 2   | 5  | Sebastian Vettel | Ferrari     | 1'29"715 | +0"116 | 14   |
| 3   | 7  | Kimi Räikkönen   | Ferrari     | 1'30"054 | +0"455 | 13   |

## Qualifiche

### Resoconto
Le qualifiche iniziano col timore che la pioggia possa ripresentarsi sul tracciato giapponese. Dopo che le Haas hanno fatto segnare i primi tempi validi, è il turno delle Ferrari a monopolizzare i primi due posti della classifica. Con l'arrivo in pista delle Mercedes i tempi vengono abbassati in maniera consistente. Lewis Hamilton è primo, mentre Bottas è terzo, dietro a Vettel ma davanti a Max Verstappen.
Vettel è autore di un testacoda, mentre Marcus Ericsson esce di pista, distruggendo il retrotreno della sua Sauber, e costringendo i commissari di gara a interrompere la sessione con la bandiera rossa. A pochi minuti dal termine della Q1 la pioggia effettivamente fa la sua comparsa sulla pista, anche se, almeno inizialmente, con poca intensità. Charles Leclerc scala sesto, mentre Carlos Sainz Jr. strappa la qualificazione alla seconda fase al compagno di team Nico Hülkenberg. Oltre al tedesco, e a Ericsson, risultano eliminati Sergej Sirotkin e le due McLaren.
Nella seconda fase, in cui la scelta delle gomme con cui ottenere il tempo determina anche la mescola per la partenza, le Mercedes optano per gomme soft, e dominano ancora la classifica dei tempi. Le Ferrari sono terza e quarta, mentre Daniel Ricciardo è presto costretto ad abbandonare le qualifiche per una perdita di potenza del motore della sua Red Bull Racing. A cinque minuti dal termine la pioggia torna a bagnare la pista: Magnussen tenta comunque di migliorarsi, prima di abortire il tentativo, mentre Leclerc è autore di un testacoda, senza conseguenze. Oltre a questi ultimi due piloti sono eliminati anche Carlos Sainz Jr. e Lance Stroll, assieme a Ricciardo, che non è stato in grado di fare segnare nessun tempo valido.
Nella fase decisiva le Ferrari optano, all'inizio della Q3, per gomme da bagnato intermedio, a differenza di tutti gli altri piloti che scelgono ancora le gomme da asciutto. Vettel e Kimi Räikkönen si accorgono subito che la pista è troppo asciutta e devono rientrare immediatamente ai box per montare gomme slick, col rischio però che la pioggia arrivi davvero e non permetta loro di ottenere un tempo competitivo. Lewis Hamilton ottiene il miglior tempo, con Bottas che resta a tre decimi dal compagno di scuderia. Räikkönen è quarto, dietro anche a Verstappen, mentre Vettel è solo nono. L'intensità della pioggia non consente poi a nessun pilota di migliorare il primo crono. Hamilton ottiene la sua ottantesima pole position. Romain Grosjean e Brendon Hartley compongono la terza fila. Al termine delle qualifiche Esteban Ocon è penalizzato di tre posizioni in griglia di partenza per non aver rallentato a sufficienza durante l'esposizione della bandiera rossa nella terza sessione di prove libere.

### Risultati
Nella sessione di qualifica si è avuta questa situazione:
| Pos                         | Nº | Pilota            | Costruttore               | Q1       | Q2          | Q3       | Griglia |
| --------------------------- | -- | ----------------- | ------------------------- | -------- | ----------- | -------- | ------- |
| 1                           | 44 | Lewis Hamilton    | Mercedes                  | 1'28"702 | 1'28"017    | 1'27"760 | 1       |
| 2                           | 77 | Valtteri Bottas   | Mercedes                  | 1'29"297 | 1'27"987    | 1'28"059 | 2       |
| 3                           | 33 | Max Verstappen    | Red Bull Racing-TAG Heuer | 1'29"480 | 1'28"849    | 1'29"057 | 3       |
| 4                           | 7  | Kimi Räikkönen    | Ferrari                   | 1'29"631 | 1'28"595    | 1'29"521 | 4       |
| 5                           | 8  | Romain Grosjean   | Haas-Ferrari              | 1'29"724 | 1'29"678    | 1'29"761 | 5       |
| 6                           | 28 | Brendon Hartley   | Scuderia Toro Rosso-Honda | 1'30"248 | 1'29"848    | 1'30"023 | 6       |
| 7                           | 10 | Pierre Gasly      | Scuderia Toro Rosso-Honda | 1'30"137 | 1'29"810    | 1'30"093 | 7       |
| 8                           | 31 | Esteban Ocon      | Force India-Mercedes      | 1'29"899 | 1'29"538    | 1'30"126 | 11      |
| 9                           | 5  | Sebastian Vettel  | Ferrari                   | 1'29"049 | 1'28"279    | 1'32"192 | 8       |
| 10                          | 11 | Sergio Pérez      | Force India-Mercedes      | 1'30"247 | 1'29"567    | 1'37"229 | 9       |
| 11                          | 16 | Charles Leclerc   | Sauber-Ferrari            | 1'29"706 | 1'29"864    | N.D.     | 10      |
| 12                          | 20 | Kevin Magnussen   | Haas-Ferrari              | 1'30"219 | 1'30"226    | N.D.     | 12      |
| 13                          | 55 | Carlos Sainz Jr.  | Renault                   | 1'30"236 | 1'30"490    | N.D.     | 13      |
| 14                          | 18 | Lance Stroll      | Williams-Mercedes         | 1'30"317 | 1'30"714    | N.D.     | 14      |
| 15                          | 3  | Daniel Ricciardo  | Red Bull Racing-TAG Heuer | 1'29"806 | senza tempo | N.D.     | 15      |
| 16                          | 27 | Nico Hülkenberg   | Renault                   | 1'30"361 | N.D.        | N.D.     | 16      |
| 17                          | 35 | Sergej Sirotkin   | Williams-Mercedes         | 1'30"372 | N.D.        | N.D.     | 17      |
| 18                          | 14 | Fernando Alonso   | McLaren-Renault           | 1'30"573 | N.D.        | N.D.     | 18      |
| 19                          | 2  | Stoffel Vandoorne | McLaren-Renault           | 1'31"041 | N.D.        | N.D.     | 19      |
| 20                          | 9  | Marcus Ericsson   | Sauber-Ferrari            | 1'31"213 | N.D.        | N.D.     | 20      |
| Tempo limite 107%: 1'34"911 |    |                   |                           |          |             |          |         |

In grassetto sono indicate le migliori prestazioni in Q1, Q2 e Q3.

## Gara

### Resoconto
Lewis Hamilton, partito dalla pole position, mantiene il comando della gara, seguito da Valtteri Bottas, Max Verstappen, Kimi Räikkönen, Romain Grosjean e Sebastian Vettel, subito pronto a passare le due Toro Rosso. Il tedesco della Ferrari passa alle curve Spoon il francese.
All'arrivo alla chicane prima dell'ultima curva Verstappen va lungo, e rientra in pista colpendo Räikkönen; ne approfitta Vettel, che passa il compagno di team. Sempre al termine del primo giro Charles Leclerc tampona Kevin Magnussen, col danese che è costretto ai box per una foratura. I detriti lasciati in pista dal pilota della Haas costringono la direzione di gara a inviare sul circuito la safety car. Verstappen viene penalizzato di 5 secondi, per il contatto al primo giro.
La gara riprende nella sua valenza agonistica all'ottavo passaggio. Vettel attacca Verstappen alle curve Spoon. I due piloti vanno al contatto: l'olandese prosegue la sua gara, mentre il pilota della Ferrari effettua un testacoda e viene sfilato da tutto il gruppo. La gara è sempre comandata dal duo della Mercedes, seguito da Verstappen, Räikkönen, Grosjean, Pierre Gasly e le due Force India.
Tra l'ottavo e il tredicesimo giro Daniel Ricciardo passa prima le due Force India, poi Gasly e, infine, anche Grosjean, inserendosi al quinto posto. Al giro 17 Räikkönen effettua il cambio gomme, passando a gomme medie. Seguono, nei giri seguenti, i cambi gomme per tutti i piloti di testa. Al ventesimo giro Verstappen opta per gomme soft, riuscendo a rientrare in pista ancora davanti a Kimi Räikkönen.
Al giro 23 si fermano anche Bottas e Ricciardo, con l'australiano che rientra in pista anch'egli davanti a Räikkönen. Dopo un giro tocca a Hamilton, che mantiene facilmente il comando del gran premio. Alle sue spalle, dopo Bottas, vi sono ora le due Red Bull Racing, che precedono Räikkönen, Grosjean e Gasly. Al ventiseiesimo passaggio si fermano Esteban Ocon e Sebastian Vettel, col francese che monta gomme medie e il tedesco mescole morbide. Al ventinovesimo passaggio si fermano anche Grosjean e Gasly; all'uscita dai box il pilota della Haas resiste a Segio Pérez, che ha appena passato Leclerc.
Nei giri seguenti inizia la rimonta di Vettel che, rientrato in pista solo sedicesimo, risale fino alla settima posizione al giro 33. Dopo un giro il tedesco si libera anche di Grosjean, e scala sesto. Alle spalle del pilota della Haas ci sono le due Force India, che precedono Gasly.
Al quarantesimo giro Charles Leclerc è costretto al ritiro, dopo un un'uscita di pista dovuta a un problema tecnico. La virtual safety car viene imposta sul tracciato, per consentire ai commissari di spostare la vettura del pilota monegasco. Alla ripartenza Grosjean si lamenta per il sorpasso subito da Pérez, che non avrebbe rispettato la distanza in regime di VSC.
Negli ultimi giri si accende la battaglia tra Bottas e Verstappen per la seconda posizione. Il finlandese commette anche un errore all'ultima chicane, ma l'olandese non è capace di impensierirlo. Lewis Hamilton coglie il suo settantunesimo successo nel mondiale. Col giro veloce di Vettel, all'ultimo passaggio, svanisce per il britannico la possibilità del Grand Chelem (pole position, giro veloce, vittoria e gara condotta dal primo all'ultimo giro). Bottas conquista il trentesimo podio nel mondiale.

### Risultati
I risultati del Gran Premio sono i seguenti:
| Pos | Nº | Pilota            | Costruttore               | Giri | Tempo/Ritiro    | Griglia | Punti |
| --- | -- | ----------------- | ------------------------- | ---- | --------------- | ------- | ----- |
| 1   | 44 | Lewis Hamilton    | Mercedes                  | 53   | 1h27'17"062     | 1       | 25    |
| 2   | 77 | Valtteri Bottas   | Mercedes                  | 53   | +12"919         | 2       | 18    |
| 3   | 33 | Max Verstappen    | Red Bull Racing-TAG Heuer | 53   | +14"295         | 3       | 15    |
| 4   | 3  | Daniel Ricciardo  | Red Bull Racing-TAG Heuer | 53   | +19"495         | 15      | 12    |
| 5   | 7  | Kimi Räikkönen    | Ferrari                   | 53   | +50"998         | 4       | 10    |
| 6   | 5  | Sebastian Vettel  | Ferrari                   | 53   | +1'09"873       | 8       | 8     |
| 7   | 11 | Sergio Pérez      | Force India-Mercedes      | 53   | +1'19"379       | 9       | 6     |
| 8   | 8  | Romain Grosjean   | Haas-Ferrari              | 53   | +1'27"198       | 5       | 4     |
| 9   | 31 | Esteban Ocon      | Force India-Mercedes      | 53   | +1'28"055       | 11      | 2     |
| 10  | 55 | Carlos Sainz Jr.  | Renault                   | 52   | +1 giro         | 13      | 1     |
| 11  | 10 | Pierre Gasly      | Scuderia Toro Rosso-Honda | 52   | +1 giro         | 7       |       |
| 12  | 9  | Marcus Ericsson   | Sauber-Ferrari            | 52   | +1 giro         | 20      |       |
| 13  | 28 | Brendon Hartley   | Scuderia Toro Rosso-Honda | 52   | +1 giro         | 6       |       |
| 14  | 14 | Fernando Alonso   | McLaren-Renault           | 52   | +1 giro         | 18      |       |
| 15  | 2  | Stoffel Vandoorne | McLaren-Renault           | 52   | +1 giro         | 19      |       |
| 16  | 35 | Sergej Sirotkin   | Williams-Mercedes         | 52   | +1 giro         | 17      |       |
| 17  | 18 | Lance Stroll      | Williams-Mercedes         | 52   | +1 giro         | 14      |       |
| Rit | 16 | Charles Leclerc   | Sauber-Ferrari            | 38   | Uscita di pista | 10      |       |
| Rit | 27 | Nico Hülkenberg   | Renault                   | 37   | Motore          | 16      |       |
| Rit | 20 | Kevin Magnussen   | Haas-Ferrari              | 8    | Foratura        | 12      |       |

## Classifiche mondiali

### Piloti
| Pos | Pilota            | Punti |
| --- | ----------------- | ----- |
| 1   | Lewis Hamilton    | 331   |
| 2   | Sebastian Vettel  | 264   |
| 3   | Valtteri Bottas   | 207   |
| 4   | Kimi Räikkönen    | 196   |
| 5   | Max Verstappen    | 173   |
| 6   | Daniel Ricciardo  | 146   |
| 7   | Sergio Pérez      | 53    |
| 7   | Kevin Magnussen   | 53    |
| 7   | Nico Hülkenberg   | 53    |
| 8   | Fernando Alonso   | 50    |
| 9   | Esteban Ocon      | 49    |
| 10  | Carlos Sainz Jr.  | 39    |
| 11  | Romain Grosjean   | 31    |
| 12  | Pierre Gasly      | 28    |
| 13  | Charles Leclerc   | 21    |
| 14  | Stoffel Vandoorne | 8     |
| 15  | Lance Stroll      | 6     |
| 15  | Marcus Ericsson   | 6     |
| 16  | Brendon Hartley   | 2     |
| 17  | Sergej Sirotkin   | 1     |

### Costruttori
| Pos | Costruttore               | Punti |
| --- | ------------------------- | ----- |
| 1   | Mercedes                  | 538   |
| 2   | Ferrari                   | 460   |
| 3   | Red Bull Racing-TAG Heuer | 319   |
| 4   | Renault                   | 92    |
| 5   | Haas-Ferrari              | 84    |
| 6   | McLaren-Renault           | 58    |
| 7   | Force India-Mercedes      | 43    |
| 8   | Scuderia Toro Rosso-Honda | 30    |
| 9   | Sauber-Ferrari            | 27    |
| 10  | Williams-Mercedes         | 7     |

## Decisioni della FIA
Max Verstappen, oltre alla penalità di 5 secondi comminatagli durante la gara, subisce la decurtazione di 1 punto sulla Superlicenza per aver forzato Kimi Räikkönen fuori pista.
Anche Fernando Alonso viene penalizzato di 1 punto sulla Superlicenza per aver tagliato l'ultima chicane e tratto vantaggio.